# Liste der Kulturgüter in Obersaxen Mundaun
Die Liste der Kulturgüter in Obersaxen Mundaun enthält alle Objekte in der Gemeinde Obersaxen Mundaun im Kanton Graubünden, die gemäss der Haager Konvention zum Schutz von Kulturgut bei bewaffneten Konflikten, dem Bundesgesetz vom 20. Juni 2014 über den Schutz der Kulturgüter bei bewaffneten Konflikten sowie der Verordnung vom 29. Oktober 2014 über den Schutz der Kulturgüter bei bewaffneten Konflikten unter Schutz stehen.
Objekte der Kategorie A sind im Gemeindegebiet nicht ausgewiesen, Objekte der Kategorie B sind vollständig in der Liste enthalten, Objekte der Kategorie C fehlen zurzeit (Stand: 13. Oktober 2021).

## Kulturgüter
| Foto |                                                                          | Objekt                                                                       | Kat. | Typ | Standort                            | Beschreibung |
| ---- | ------------------------------------------------------------------------ | ---------------------------------------------------------------------------- | ---- | --- | ----------------------------------- | ------------ |
| ja   | Datei hochladen · Wikidata zu St.-Georgs-Kapelle (Q1263769)              | Kapelle St. Georg / Chaplutta Sogn Gieri KGS-Nr.: 3122                       | B    | G   | Obersaxen, Meierhof 727084 / 178949 |              |
| ja   | Datei hochladen · Wikidata zu Katholische Kirche Sankt Georg (Q29784944) | Katholische Kirche Sankt Georg / Baselgia catolica Sogn Gieri KGS-Nr.: 10815 | B    | G   | Surcuolm 730280 / 179929            |              |